# Ludwig Aurbacher

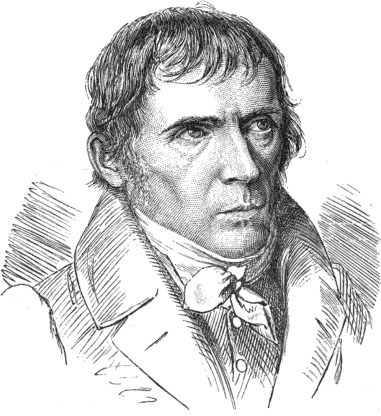
Ludwig Aurbacher

Ludwig Aurbacher, född 26 augusti 1784 och död 25 maj 1847 var en tysk författare.
Aurbacher är känd som författare av den ypperligt berättade Volksbüchlein (1826). Aurbachers samlade större berättelser utgavs av J. Sarreiter (1881).